# Ipiaú
Ipiaú là một đô thị thuộc bang Bahia, Brasil. Đô thị này có diện tích 286,597 km², dân số năm 2007 là 42437 người, mật độ 148,1 người/km².